# T-St-S 75
Srub T-St-S 75 byl projektován jako tvrzová dělostřelecká věž těžkého opevnění na Trutnovsku, umístěná v levé části tvrze Stachelberg. Srub byl vybudován jako součást tvrzového opevnění Československa před 2. světovou válkou.
Význam srubu byl pro vedení dělostřelecké palby v celém rozsahu 360° (úhlových stupňů). Směr palby měl být veden na silnici Žacléř - Babí, jihovýchodní svahy Žacléřského hřbetu, kótu 685 m "Na popravišti" a prostorem "U křížku". Nepřímá palba měla být vedena i na silnice a křižovatky západním směrem a směrem do východní oblasti Krkonoš.

## Poloha
Srub byl projekčně umístěn v levé části tvrze na kótě v nadmořské výšce 641 m (resp. 636 m), ze směru postupu nepřítele krytý srubem T-St-S 73, další zajištění měla tvořit kulometná palba ze srubů T-St-S 74 a T-St-S 77 zleva, zprava T-St-S 72 a T-St-S 78. Obvod srubu měl být pasivně zajištěn protipěchotními překážkami. Mimo věže pro houfnice a zvonu pro lehký kulomet neměl jiné střílny a byl zcela zapuštěn do země.

## Výzbroj
Hlavní výzbrojí dělostřelecké věže měly být dvě 10 cm houfnice vz. 38 s dostřelem 11.950 metrů v rozsahu 360°. Pro krytí okolí srubu měl být použit lehký kulomet umístěný ve zvonu.
- T-St-S 75
- Horní patro srubu
VD10 - houfnice
LKZ - l. kulomet zvon
Ž - žebřík
M - munice
SV - stanoviště velitele
V - výtah a schodiště
ZH - záložní hlavně
P - proviant
N - nádrže
- Dolní patro srubu
V - výtah a schodiště
F - filtrovna
U - ubikace
SV - stanoviště velitele
M - munice
L - umyvárna
W - záchod

T-St-S 75
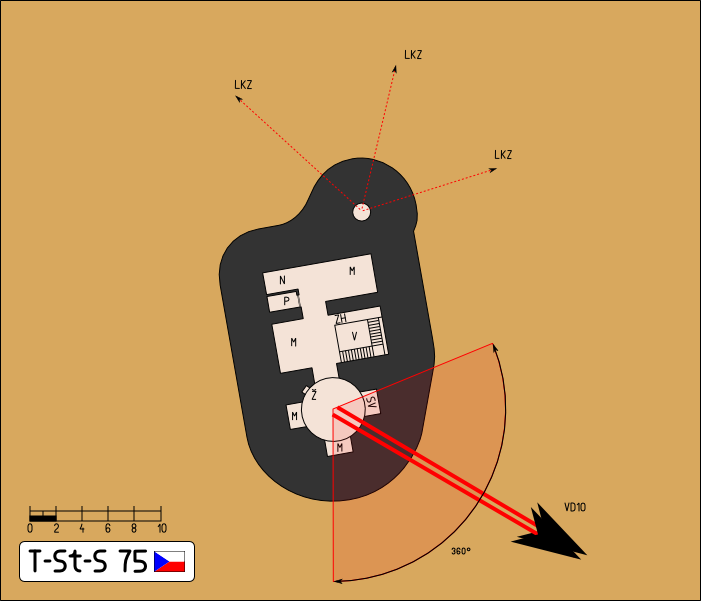
Horní patro srubu VD10 - houfnice LKZ - l. kulomet zvon Ž - žebřík M - munice SV - stanoviště velitele V - výtah a schodiště ZH - záložní hlavně P - proviant N - nádrže
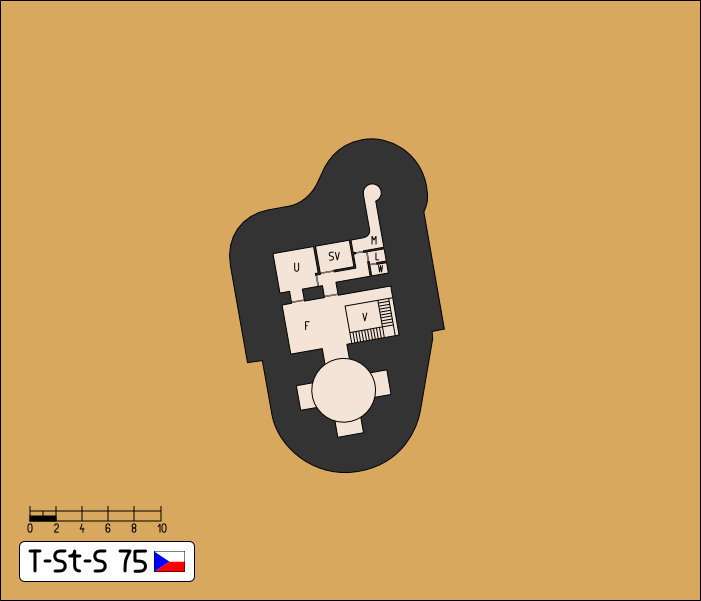
Dolní patro srubu V - výtah a schodiště F - filtrovna U - ubikace SV - stanoviště velitele M - munice L - umyvárna W - záchod

V prostoru šachty pod dolním patrem byla plánována místnost pro vystřelené náboje.

## Výstavba
K 1. říjnu 1938 byly proveden pouze výkop a výlom šachty do podzemí tvrze.